# Scarus iseri
 Scarus iseri és una espècie de peix de la família dels escàrids i de l'ordre dels perciformes.

## Morfologia
Els mascles poden assolir els 35 cm de longitud total.

## Distribució geogràfica
Es troba des de Bermuda, Florida, les Bahames i el nord-est del Golf de Mèxic fins al nord de Sud-amèrica, incloent-hi el Carib.